# 黃昭元
黃昭元（1962年9月28日—），臺灣法律學者，國立臺灣大學法律學院教授，研究領域為憲法、國際公法、國際人權法。2016年獲中華民國總統蔡英文提名為司法院大法官，卸任後於2025年獲總統賴清德特任為中華民國常駐世界貿易組織代表團常任代表。

## 主要著作
《憲法權利限制的司法審查標準：美國類型化多元標準模式的比較分析》，國立臺灣大學法學論叢，第33卷第3期，頁253-284 ，2004年
《平等權審查標準的選擇問題：兼論比例原則在平等權審查上的適用可能》，國立臺灣大學法學論叢，第37卷 第4期，頁45-148 頁，2008年
《憲法—權力分立》，林子儀、葉俊榮、黃昭元、張文貞合著，新學林出版股份有限公司，2016年9月第3版